# روز اردو با پدر
اردوگاه روزانه بابا (انگلیسی: Daddy Day Camp) یک فیلم سینمایی کمدی آمریکایی محصول سال ۲۰۰۷ با بازی با کوبا گودینگ جونیور به کارگردانی فرد سویج در اولین کارگردانی فیلم‌اش. این دومین قسمت از سری فیلم‌های مهدکودک بابا است.
این فیلم توسط کمپانی رولوشن استودیوز ساخته شده و توسط کمپانی ترای‌استار پیکچرز توزیع شده (بر خلاف نسخه قبلی خود که توسط کلمبیا پیکچرز توزیع شده) است. این فیلم در ۸ اوت ۲۰۰۷ در ایالات متحده اکران شد. این فیلم در مقابل بودجه ۶ میلیون دلاری ۱۸ میلیون دلار فروش داشت اما توسط منتقدین با انتقادهای بدی روبرو شد؛ و یکی از بدترین دنباله‌های تولید شده در نظر گرفته شد.

## داستان
پدری قصد دارد که کار جالب و جدیدی برای پسرش انجام دهد و به این نتیجه می‌رسد که یک اردوی جالب برایش برگزار کند. از طرفی همسایه‌شان اپراتور یک مهد کودک است و او نیز برای بچه‌ها یک اردو ترتیب داده‌است. حالا این پدر برای خوشحال کردن پسرش با همسایه‌شان وارد رقابت می‌شود و …